# Rogers Place
Der Rogers Place ist eine Multifunktionsarena in der kanadischen Stadt Edmonton, Provinz Alberta. Der Neubau ersetzte das 1974 eingeweihte Northlands Coliseum. Der Bau entstand in Downtown Edmonton auf einem alten Parkplatzgelände zwischen der 101. und 105. Straße sowie der 104. und 105. Avenue. Besondere Merkmale der neuen Veranstaltungsstätte ist ein Wintergarten sowie eine verglaste Fußgängerbrücke über die 104. Straße. Dazu gibt es den Community Rink, eine öffentliche Eissporthalle.

## Geschichte
Seit Eröffnung des Northlands Coliseum trugen die Edmonton Oilers aus der National Hockey League (NHL) ihre Heimspiele in der Arena aus. Damit war sie die zweitälteste Halle, nach dem Madison Square Garden (1968) der New York Rangers, in der NHL. Auch beim Platzangebot schnitt das Northlands Coliseum (16.839) schlecht ab. Nur das MTS Centre der Winnipeg Jets (15.015) bietet weniger Zuschauerplätze. Um den NHL-Standort Edmonton halten zu können, musste eine moderne Spielstätte gebaut werden. Nach mehr als sechs Jahren Vorarbeit, Verhandlungen und Streitigkeiten entstand auf dem 16 Acre (64.752 m2) großen Gelände der Rogers Place.
Neben den Spielen der Oilers wird die Arena auch für Konzerte, Shows und anderen Veranstaltungen genutzt. Die neue Arena bietet zu Eishockeyspielen 18.347 Plätze und wurde zur NHL-Saison 2016/17 fertiggestellt und eröffnet.
Am 3. März 2014 begannen die Arbeiten zum Bau der Arena. Zunächst standen Einfriedung des Geländes, das Aufstellen von Bauwagen für die Bauarbeiter und die Räumung der Parkplätze von Bordsteinen, Beleuchtung und Bäumen auf dem Plan, bevor mit den Erdarbeiten begannen.
Die Arena ist die erste kanadische Spielstätte der NHL mit einem LEED-Zertifikat in Silber für Nachhaltigkeit und Energieersparnis. Am 1. September 2016 fand in einer Zeremonie die offizielle Schlüsselübergabe des Bauunternehmens PCL Construction an die Oilers statt. An das Rogers Place schließt sich das 32 Mio. CAD teure Grand Villa Casino mit einer Fläche von 60.000 sq ft (rund 5.575 m2) mit 600 Einarmige Banditen, 28 Tischspielen (z. B. Poker oder Black Jack) und sieben Restaurants an, das am 7. September des Jahres seine Türen öffnete.
Die feierliche Eröffnung mit dem Durchschneiden des Bandes wurde am 8. September 2016 begangen. Zwei Tage später waren Interessierte zur Besichtigung des Neubaus am Tag der offenen Tür (Open House) eingeladen. Die 57.700 Karten für die Veranstaltung waren in kürzester Zeit vergriffen. Der neuseeländisch-australische Sänger Keith Urban war der erste Künstler, der ein Konzert im Rogers Place gab. Am 16. September 2016 machte Urban auf seiner ripCord World Tour vor über 18.000 Besuchern Station in Edmonton.
Das erste Heimspiel der Preseason 2016/17 trugen die Oilers gegen die Calgary Flames (4:2) am 26. September 2016 aus. Schon am Tag zuvor traten die Edmonton Oil Kings zu ihrem ersten Ligaspiel der WHL gegen die Red Deer Rebels an. Die Oil Kings gewannen vor 18.102 Fans im ausverkauften Haus mit 4:3. Das erste Heimspiel der Oilers in der neuen NHL-Saison fand am 12. Oktober 2016 statt. Die Gegner waren wiederum die Calgary Flames, die mit 7:4 besiegt wurden.
Die Bronzestatue von Wayne Gretzky, die 1989 vor dem Northlands Coliseum aufgestellt wurde, wurde im August 2016 demontiert und steht heute, nach einer Restaurierung, vor dem Rogers Place.

## Die Projektbeteiligten
Der Eigentümer der Arena und der Eishalle ist die Stadt Edmonton. Sie leistete einen großen Teil der Baukosten. Ferner sorgte sie für die Verkehrsanbindung wie unter anderem der Edmonton Light Rail Transit (LRT) und steuerte das Baugrundstück bei. Als Partner der Stadt bei dem Projekt fungierte die Oilers Entertainment Group (OEG) als Betreibergesellschaft und späterer Hauptmieter. Sie gehört zu der in Edmonton ansässige Drogerie- und Apothekenkette Katz Group Pharmacies Inc. deren Mitbesitzer Daryl Katz seit 2008 auch Eigentümer der Edmonton Oilers ist. Die OEG trug zu den Baukosten bei und kommt für die Wartungs- und Betriebskosten auf. Dafür gehen die Einnahmen aus den Veranstaltungen an die Edmonton Arena Corporation. Der Mietvertrag zwischen der Stadt und der OEG erstreckt sich über 35 Jahren.
Verantwortlich für den Entwurf der Arena war das US-amerikanische Architekturbüro 360 Architecture aus Kansas City, in Zusammenarbeit mit den Subunternehmen Stantec, Hemisphere Engineering, DIALOG, Architecture ATB, AMEC, BTY Group, CDML und Bunt & Associates Engineering. Aus der Feder von 360 Architecture stammen unter anderem das MetLife Stadium in East Rutherford, das Sprint Center in Kansas City, die Nationwide Arena in Columbus sowie  der T-Mobile Park in Seattle.
Für die Umsetzung der Pläne wurde das lokale Bauunternehmen PCL Construction ausgewählt. Das Projektmanagement übernimmt die ICON Venue Group. Sie wurde 2012 mit ins Boot geholt und ist beispielsweise für die Einhaltung des Kosten- und Zeitrahmens zuständig. Die ICON Venue Group führte z. B. die Aufsicht über das Pepsi Center in Denver, das Prudential Center in Newark sowie das Consol Energy Center in Pittsburgh.

## Name
Am 3. Dezember 2013 wurde bekanntgegeben, dass das kanadische Telekommunikationsunternehmen Rogers Communications für dreizehn Jahre Namenssponsor der Arena wird. Rogers ist auch der Namensgeber des Rogers Centre in Toronto und der Rogers Arena in Vancouver.

## Kosten
In einer Pressekonferenz am 11. Februar 2014 gaben Vertreter der Stadt Edmonton und der Edmonton Oilers bekannt, dass alle Hindernisse für den Bau der modernen Multifunktionsarena aus dem Weg geräumt sind und die Errichtung demnächst beginnen kann. Der Rogers Place, inklusive der Tiefgarage, soll zu einem garantierten Maximalpreis (GMP) von 480 Mio. CAD gebaut werden.
Insgesamt plante man für das komplette Bauprojekt mit einem Kostenrahmen von 604,5 Mio. CAD. Ein Teil der Gesamtsumme bringt die Stadt Edmonton auf. Zum einen stammen die Gelder aus dem Topf der Community Revitalization Levy (CRT). Die CRT der Stadt wurde von der Regierung der Provinz Alberta initiiert, um unterentwickelte Stadtteile und Gebiete zu fördern und das Wirtschaftswachstum zu steigern. Zum anderen wird die Stadt einen Teil aus den Einnahmen der unter anderem aus der Grundsteuer, Gebühren aus städtischen Parkplätzen in Nähe der Arena sowie vorgesehene Subventionen für den alten Rexall Place finanzieren.
Die Katz Group steuert ihren finanziellen Beitrag zur Arena über die Oilers Entertainment Group (OEG) bei. Die OEG hat sich für 35 Jahre in die neue Veranstaltungshalle eingemietet und zahlt so mit den Mietzahlungen einen Anteil der Kosten. Hinzu kommt noch ein Teil aus Barzahlungen der OEG. Darüber hinaus tragen 125 Mio. CAD aus dem Verkauf der Eintrittskarten zur Gesamtsumme bei.
| Abschließende Kostenaufstellung in Mio. CAD             | Kosten | Community Revitalization Levy (CRL) | Stadt Edmonton | OEG Mietzahlungen | OEG Barzahlung | Eintrittskarten- verkauf | Andere Gelder | Gesamt |
| ------------------------------------------------------- | ------ | ----------------------------------- | -------------- | ----------------- | -------------- | ------------------------ | ------------- | ------ |
| Rogers Place                                            | 483,5  | 145                                 | 81             | 112,8             | 19,7           | 125                      | –             | 483,5  |
| Wintergarten                                            | 56,8   | 25                                  | 0,1            | 25                | 6,7            | –                        | –             | 56,8   |
| Fußgängerzone                                           | 15     | 15                                  | –              | –                 | –              | –                        | –             | 15     |
| Verkehrsanbindung des Edmonton Light Rail Transit (LRT) | 7      | 7                                   | –              | –                 | –              | –                        | –             | 7      |
| Eishalle Community Rink                                 | 24,9   | 14                                  | 0,1            | –                 | 0,3            | –                        | 10,5          | 24,9   |
| Baugrundstück                                           | 26,5   | 25                                  | 0,5            | –                 | 1              | –                        | –             | 26,5   |
| Gesamt                                                  | 613,7  | 231                                 | 81,7           | 137,8             | 27,7           | 125                      | 10,5          | 613,7  |

Nach Angaben der Stadt Edmonton vom Juni 2016 werden die geplanten Baukosten etwas überstiegen. Das komplette Bauprojekt kostet 613,7 Mio. CAD. Davon entfallen 483,5 Mio. CAD auf den Rogers Place. Für das Baugrundstück schlugen 26,5 Mio. CAD zu Buche. Des Weiteren lagen die Kosten des Wintergartens bei 56,8 Mio. CAD, der öffentlichen Eishalle bei 24,9 Mio. CAD, der Fußgängerzone bei 15 Mio. CAD und der Anbindung an den Edmonton Light Rail Transit bei 7 Mio. CAD.

## Galerie

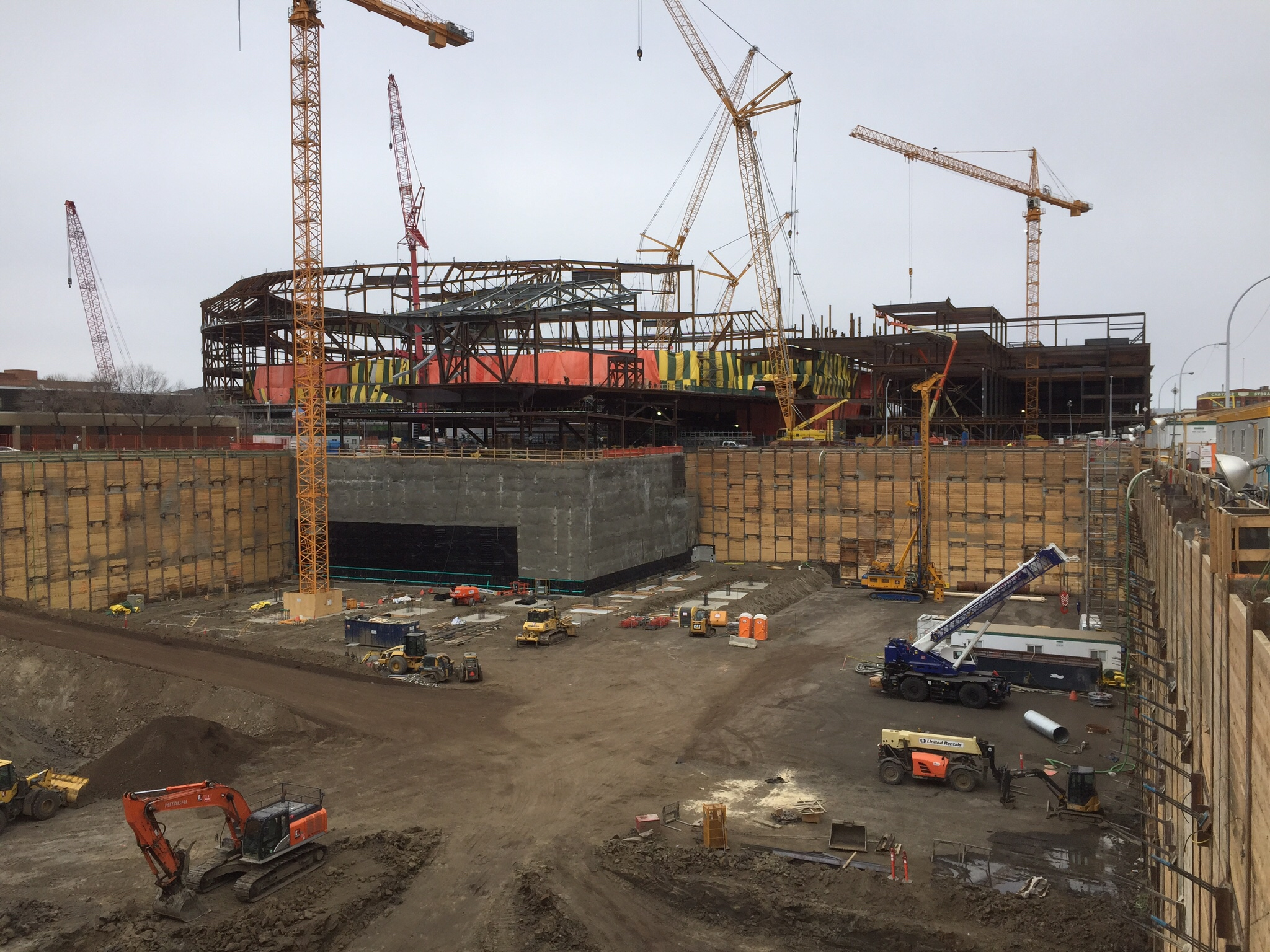
Die zukünftige Heimat der Oilers im April 2015
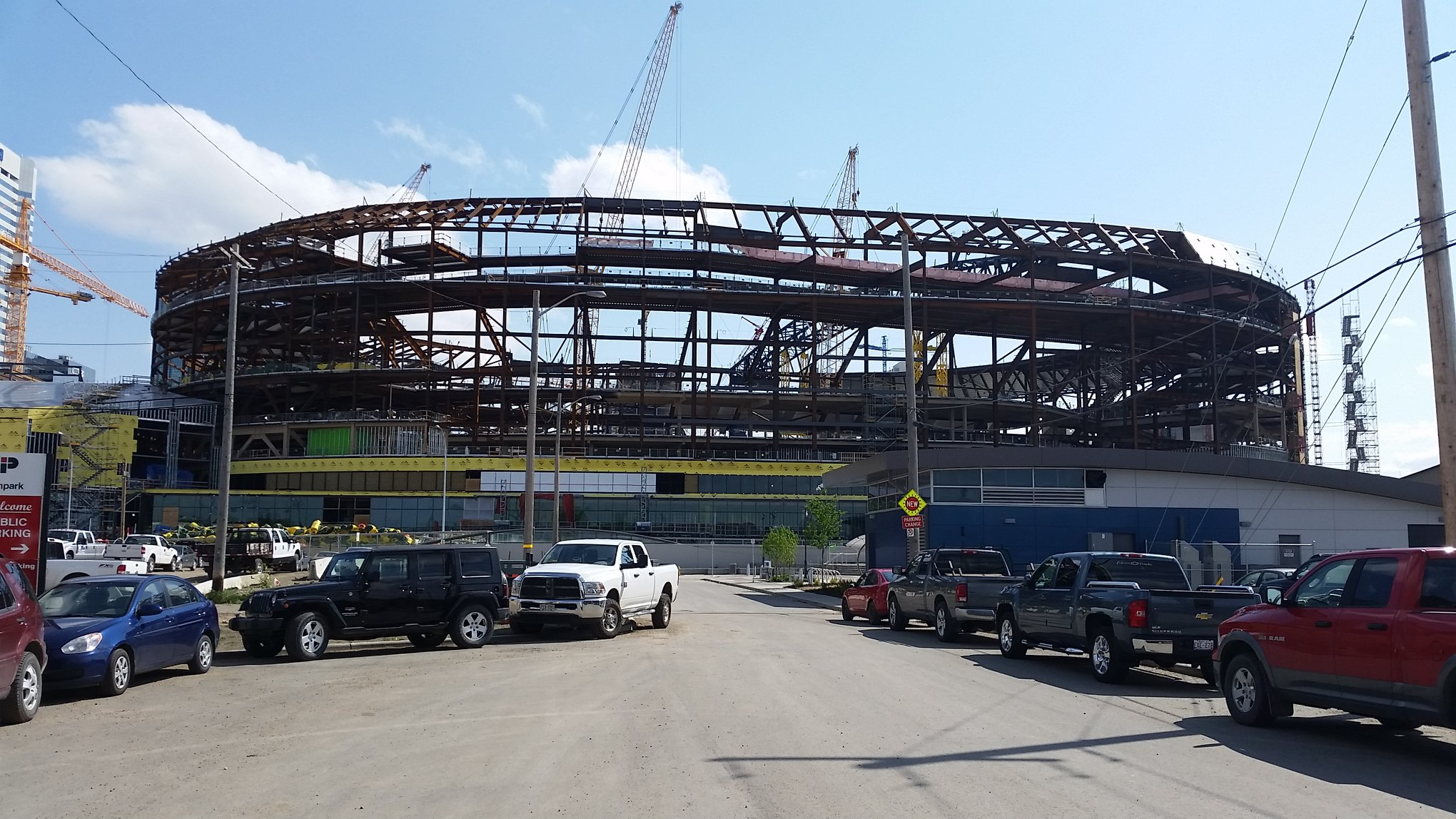
Die Arenabaustelle im Juni 2015
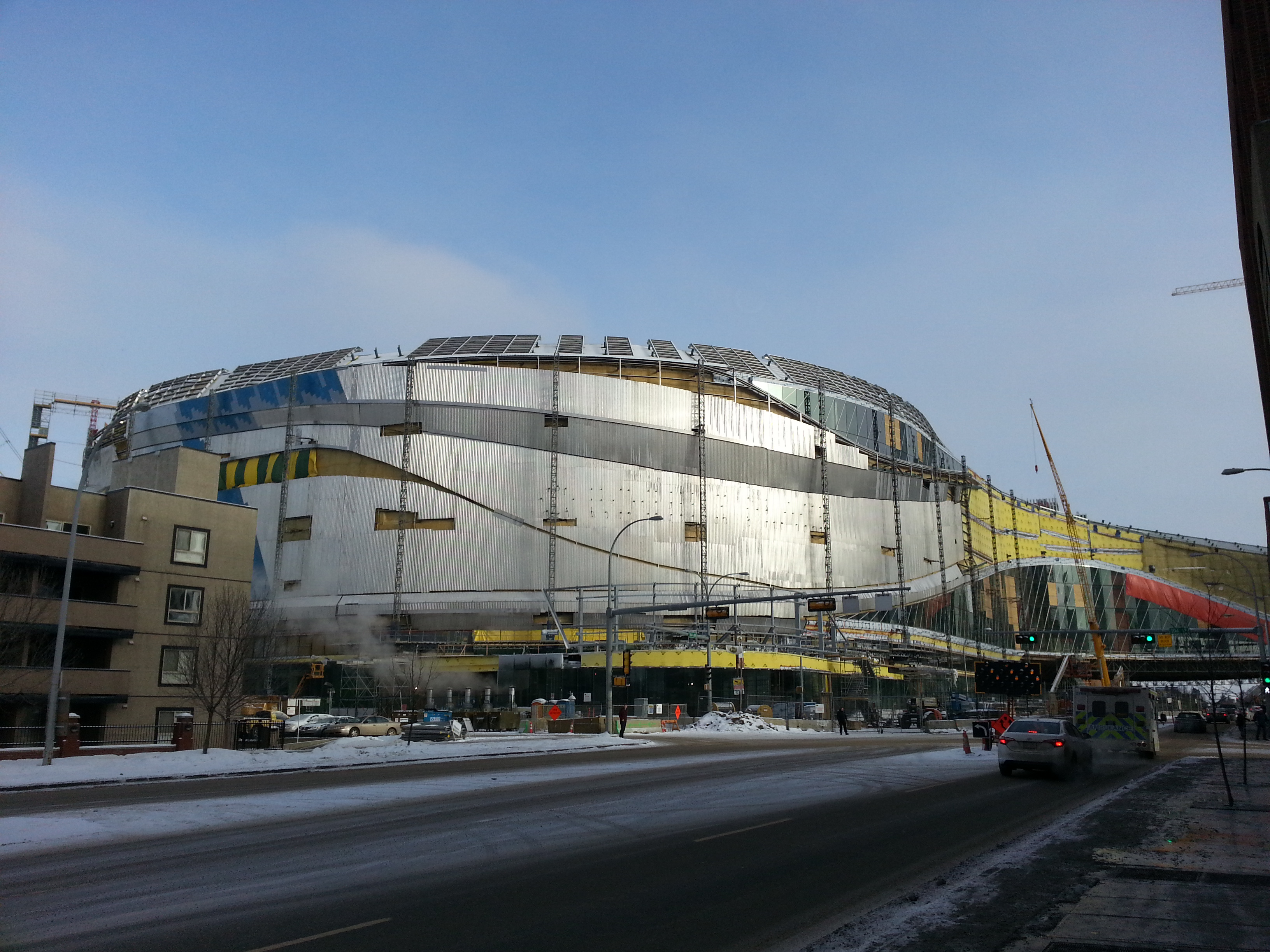
Die Südwestecke des Rogers Place (Januar 2016)
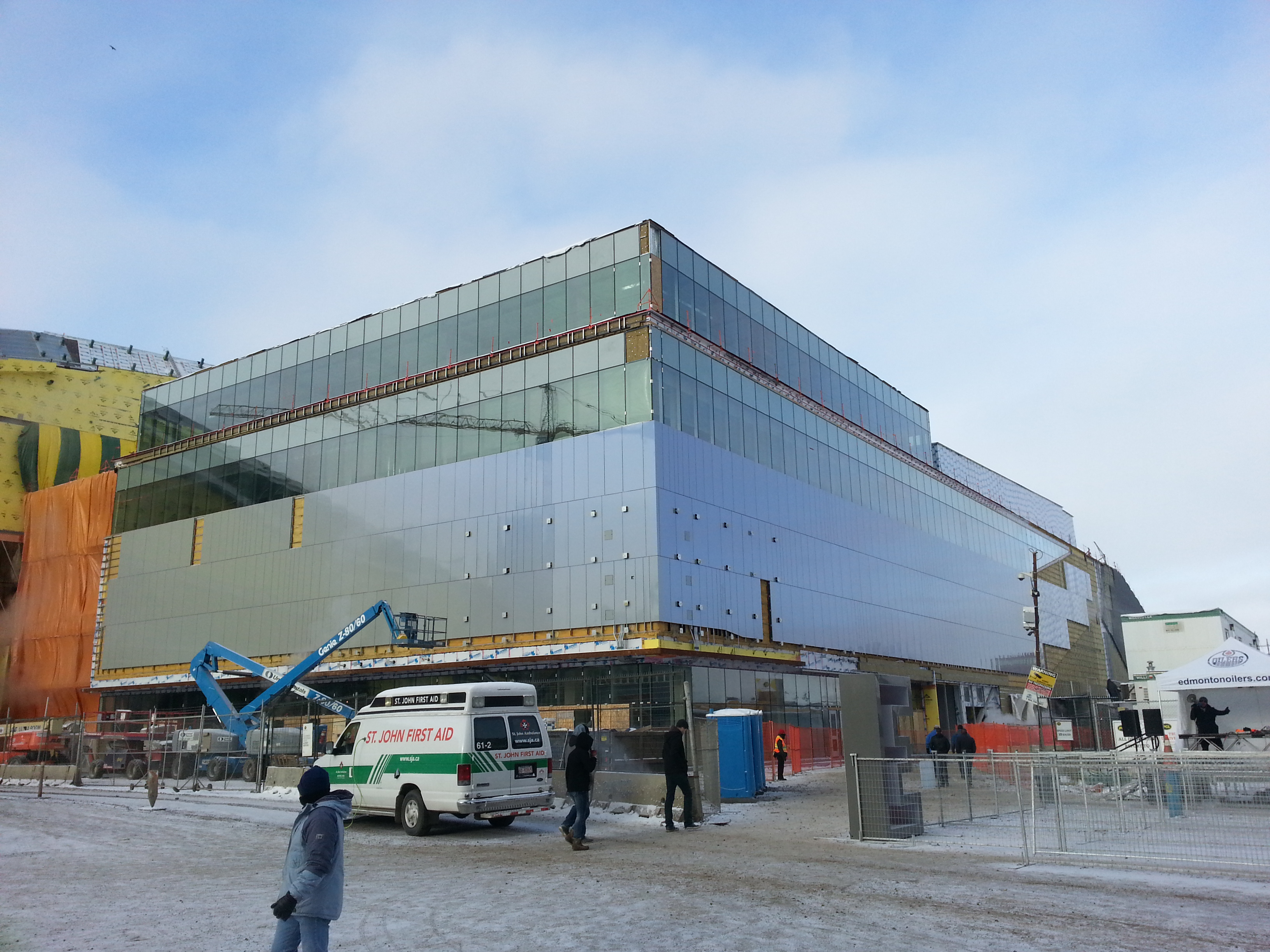
Die im Bau befindliche öffentliche Eishalle neben dem Rogers Place (Januar 2016)
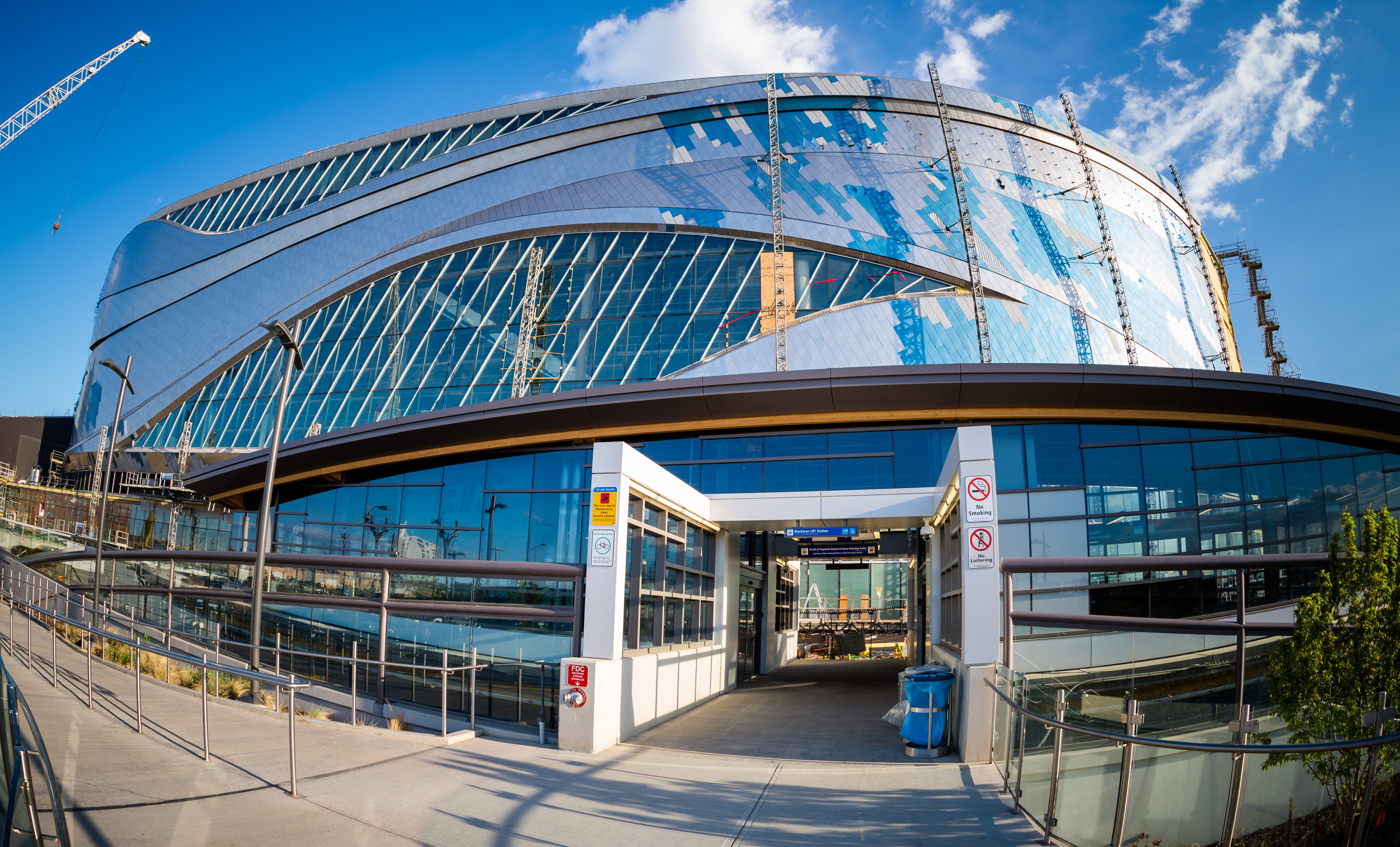
Die MacEwan LRT Station der Edmonton Light Rail Transit direkt neben dem Rogers Place (Mai 2016)
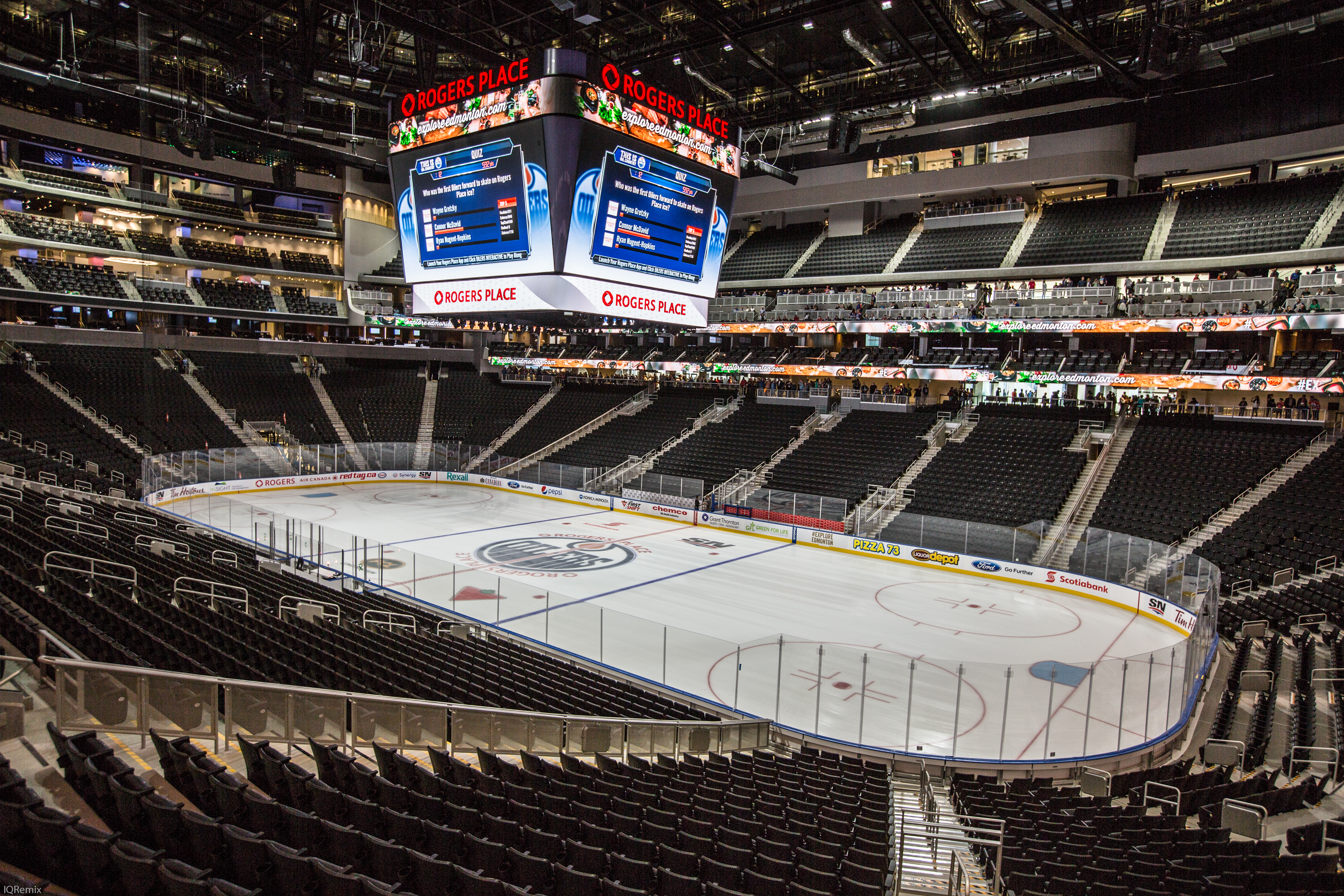
Blick in die Arena mit der Eishockeyspielfläche am Tag der offenen Tür (September 2016)
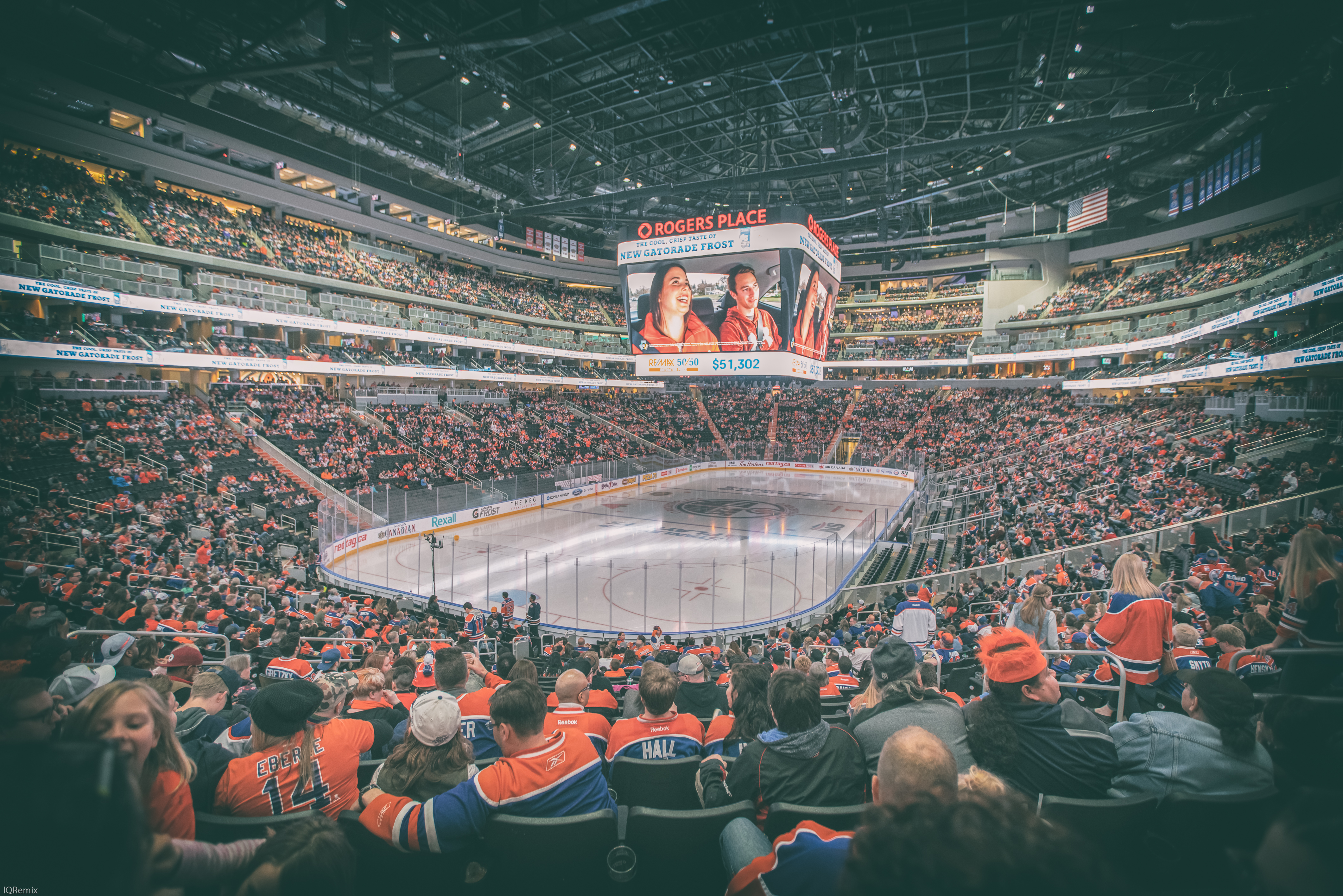
Der Rogers Place während der NHL-Play-offs 2017